# Martha Smith
Martha Anne Smith (* 16. Oktober 1952 in Cleveland, Ohio) ist ein US-amerikanisches Fotomodell und Schauspielerin.

## Leben
Martha Smith war Playboy-Playmate des Monats Juli 1973. Vor allem in den USA erlangte Smith 1978 Bekanntheit durch ihre Nebenrolle in Ich glaub’, mich tritt ein Pferd und in den 1980er-Jahren durch ihre Rolle als Francine Desmond in der Fernsehserie Agentin mit Herz.
Seit 1995 ist Smith in Kalifornien als Immobilienmaklerin tätig. In dieser Eigenschaft ist sie in einigen Folgen der Serie Selling LA zu sehen.
Von 1977 bis 1986 war Martha Smith mit Synchronsprecher Noel Blanc, dem Sohn von Mel Blanc, verheiratet. 2000 heiratete sie Keith England.

## Filmografie (Auswahl)
- 1965: Zeit der Sehnsucht (Days of Our Lives, Soap, 1 Folge)
- 1976: Herbststürme
- 1976: Quincy (Quincy, M.E., Fernsehserie, Folge 1x01)
- 1976: Drei Engel für Charlie (Charlie’s Angels, Fernsehserie, Folge 1x08)
- 1978: Ich glaub’, mich tritt ein Pferd (National Lampoons’ Animal House)
- 1979: Ebony, Ivory and Jade (Fernsehfilm)
- 1981: Happy Days (Fernsehserie, Folge 8x10)
- 1981: Ein Duke kommt selten allein (The Dukes of Hazzard, Fernsehserie, Folge 3x15)
- 1981: Fantasy Island (Fernsehserie, Folge 4x22)
- 1982: Blood Link – Blutspur (Blood Link)
- 1982: Dallas (Fernsehserie, Folge 6x07)
- 1983–1987: Agentin mit Herz (Scarecrow and Mrs. King, Fernsehserie, 89 Folgen)
- 1986: Hotel (Fernsehserie, Folge 4x04)
- 1990: Das Ding aus dem Sumpf (The Swamp Thing, Fernsehserie, Folge 1x02)
- 1991: To the Moon, Alice (Kurzfilm)
- 1992: Civil Wars (Fernsehserie, Folge 1x10)
- 2001: Schatten der Leidenschaft (The Young and the Restless, Soap, 1 Folge)
- 2003: Oliver Beene (Fernsehserie, Folge 1x01)
- 2007: Loveless in Los Angeles
- 2009–2011: Greek (Fernsehserie, Folgen 2x06, 4x09)
- 2010: The Defenders (Fernsehserie, Folge 1x11)
- 2018: Eine nutzlose und dumme Geste (A Futile and Stupid Gesture)